# المصطبة (جرش)
المصطبة منطقة سكنية تقع في لواء قصبة جرش، محافظة جرش في الأردن. تنتمي المنطقة لقضاء المصطبة الذي يضم 6 مناطق. يقدر عدد سكانها بـ 4885 نسمة حسب إحصاء 2015. يوجد بها 3 مدارس اثنتان حكوميتان من الصف الأول للتوجيهي واحده للإناث و واحده للذكور و مدرسه خاصه واحده.

## الوصلات الخارجية
- دائرة الاحصاءات العامة